# 第321野戦砲兵連隊第3大隊 (アメリカ軍)
第321砲兵連隊第3大隊（U.S.Army 3rd Battalion, 321st Field Artillery Regiment、3/321 FAR）は、第18砲兵旅団隷下のアメリカ陸軍の砲兵大隊である。

## 概要
歴史は長く第一次世界大戦より存在するが活躍が目立ったのは第二次世界大戦でのアルデンヌの森、バルジの戦いであった。
M198 155mm榴弾砲を装備していたが2006年上半期ごろ姉妹部隊の第377砲兵連隊第1大隊、そして第321砲兵連隊第1大隊と共にM777 155mm榴弾砲に装備を変更した。第321砲兵連隊第2大隊は第82空挺師団の3BCTに所属しM777は装備しておらず、代わりに小型の105ミリ砲を装備している。また重量物の空中投下能力を有し、空挺作戦に参加する事が可能。

## 部隊編成
- 大隊本部中隊
- A中隊
- B中隊
- C中隊
- 第583前方支援中隊